# Національний парк Мігуаша
Національний парк Мігуаша (англ. Miguasha National Park) — розташований на південному узбережжі півострова Гаспе, на території провінції Квебек, Канада.

## Загальний опис
Півострів відділений від усієї провінції річкою Святого Лаврентія, яка утворює природну північну межу регіону.
Сьогодні на території парку ростуть береза, осика і хвойні дерева.  Однак, близько 380 млн років тому тут на північному узбережжі переважала тропічна рослинність і фауна.  Численні викопні знахідки того періоду зробили національний парк Мігуаша досить яскравим палеонтологічними свідченням девонського періоду. Перші викопні рештки тварин були виявлені в 1842 році, після чого кілька тисяч зразків було відправлено до університетів і музеї по всьому світу, включаючи Британський музей в Лондоні. У 1892 році палеонтологом Едвардом Дрінкер Коуп були знайдені скам'янілі останки кистеперих риби, яка стала однією з найбільш вивчених зниклих риб на планеті та виявилася сполучною ланкою між рибами та наземними хребетними. Знахідка отримала назву «Принц Мігуаша».
У парку пропонуються різні тури по парку та екскурсії. Також в музеї організовано тур для відвідувачів різного віку в області палеонтології. Щороку тур оновлюється, щоб не відставати від поточних досліджень фауни і флори в національному парку Мігуаша. Щорічно заповідну зону відвідує до 40 тис. туристів.

## Історія
Дата заснування парку — 6 лютого 1985 року.
Sp 1999 року заповідна територія входить до списку об'єктів Світової спадщини ЮНЕСКО.